# CBC News

Emblema da CBC News.

CBC News é a divisão do Canadian Broadcasting Corporation responsável pela coleta de notícias e produção de noticiários de televisão CBC, Serviços de rádio e online. Fundada em 1941, a CBC News é a maior estação de notícias do Canadá e possui transmissões e estações locais, regionais e nacionais.